# Aquabella
Aquabella ist ein deutsches A-cappella-Ensemble aus Berlin, das sich auf Weltmusik spezialisiert hat.

## Geschichte
Die Gruppe wurde Mitte der 1990er Jahre von Ulrike Siems und Gisela Knorr gegründet und besteht aktuell aus fünf Sängerinnen und einer Perkussionistin. Als eine der wenigen weiblichen A-cappella-Gruppen Deutschlands sind Aquabella mit ihrem Repertoire in über 20 Sprachen seit Jahren sehr erfolgreich auf den Bühnen der Welt unterwegs. Dafür arbeiten sie eng mit Muttersprachlern zusammen und nutzen ihre Netzwerke auf der ganzen Welt.

## Organisation und Konzept
Die Geschäftsführung und das Management hat Bettina Stäbert inne. Sie plant und organisiert mit ihrem Team die Konzerttourneen, die Aquabella quer durch Europa, Taiwan und auch schon mal nach Neuseeland führen.
Ihre Experimentierfreude und Offenheit gegenüber neuen Klängen ermöglicht es dem Ensemble, Grenzen zu überschreiten und einen frischen und originellen Sound zu entwickeln. Aquabella streben an, ihre Zuhörer mit einer einzigartigen Klangwelt zu faszinieren und durch ihre musikalische Vielfalt zu inspirieren. In ihren Bühnenprogrammen bringen sie die vielfältigen Kulturen der Welt ein Stück näher zusammen und sorgen so für mehr Verständnis.

## Programme
- 1995: Aquabella – Liebeslieder aus aller Welt
- 2001: Nani Dschann – von Hochzeiten und anderen schlaflosen Nächten
- 2004: Kykellia – da haben die Dornen Rosen getragen (Winterprogramm)
- 2006: Jubilè – Tour
- 2007: Sonho meu – mein Traum
- 2010: Nordlichter – Klang gewordene Sagen (Winterprogramm)
- 2013: AYADOOEH – Hits der Weltmusik
- 2017: JUBILEE 20 Jahre Aquabella
- 2021: Heimatlose Lieder finden ein Zuhause

## Preise und Auszeichnungen
- 1997: Folkförderpreis Rudolstadt (heute: Ruth)
- 2005: Preisträger Gemeinsam Lachen, Deutschland
- 2008: 3. Platz Bundescontest NRW, Deutschland
- 2009: Silber sowie Publikumspreis und Special Award Worldmusic in  Graz, Österreich
- 2011: Silber beim internationalen Vocal Marathon in Rijeka, Kroatien
- 2012: 3. Platz Bundescontest NRW und Sonderpreis für „außergewöhnlich  herausragende Programmgestaltung“

## Diskografie
- 1998: Adventsliederkalender (MC)
- 1999: Aquabella
- 2002: Nani Dschann
- 2005: Kykellia
- 2008: Sonho Meu
- 2012: Nordlichter
- 2014: Ayadooeh
- 2017: Jubilee
- 2022: Heimatlose Lieder